# Pedro Hernández (baseball, 1959)
Pour les articles homonymes, voir Pedro Hernández.
Pour le baseballeur vénézuélien, voir Pedro Hernández (baseball, 1989).
Pedro Julio Montas Hernández (né le 4 avril 1959 à La Romana, République dominicaine) est un joueur de baseball ayant évolué dans les Ligues majeures en 1979 et 1982 avec les Blue Jays de Toronto.

## Carrière
Pedro Hernández signe son premier contrat professionnel en 1976 avec les Astros de Houston. Il joue les saisons 1977 et 1978 dans les ligues mineures de baseball avec des clubs affiliés aux Astros. Ceux-ci l'échangent le 27 novembre 1978 avec le voltigeur Joe Cannon et le lanceur droitier Mark Lemongello aux Blue Jays de Toronto en retour du receveur Alan Ashby. Hernández est durant sa carrière essentiellement un joueur des ligues mineures, où il évolue de 1977 à 1982, puis une autre saison en 1985. Il évolue avant tout à la position d'arrêt-court. Après son passage dans l'organisation des Astros, il est dans celle des Blue Jays de 1979 à 1982, année durant laquelle son contrat est acheté par les Yankees de New York. Il joue une demi-saison avec les Clippers de Columbus, club-école des Yankees, avant d'effectuer un retour en ligues mineures pour un club affilié à la franchise de Houston en 1985.
Hernández effectue deux séjours dans le baseball majeur avec Toronto. Il dispute son premier match le 8 septembre 1979 et joue 3 parties. Il apparaît dans 8 matchs des Blue Jays en 1982. En 11 parties au total dans les Ligues majeures, Hernández a été employé comme frappeur désigné, joueur de troisième but, voltigeur de gauche, frappeur suppléant et coureur suppléant. Il n'a obtenu aucun coup sûr en 9 présences au bâton mais a marqué 2 points. Il a porté les numéros d'uniforme 29 puis 39 pour les Jays.